# Norrköpingsfallen

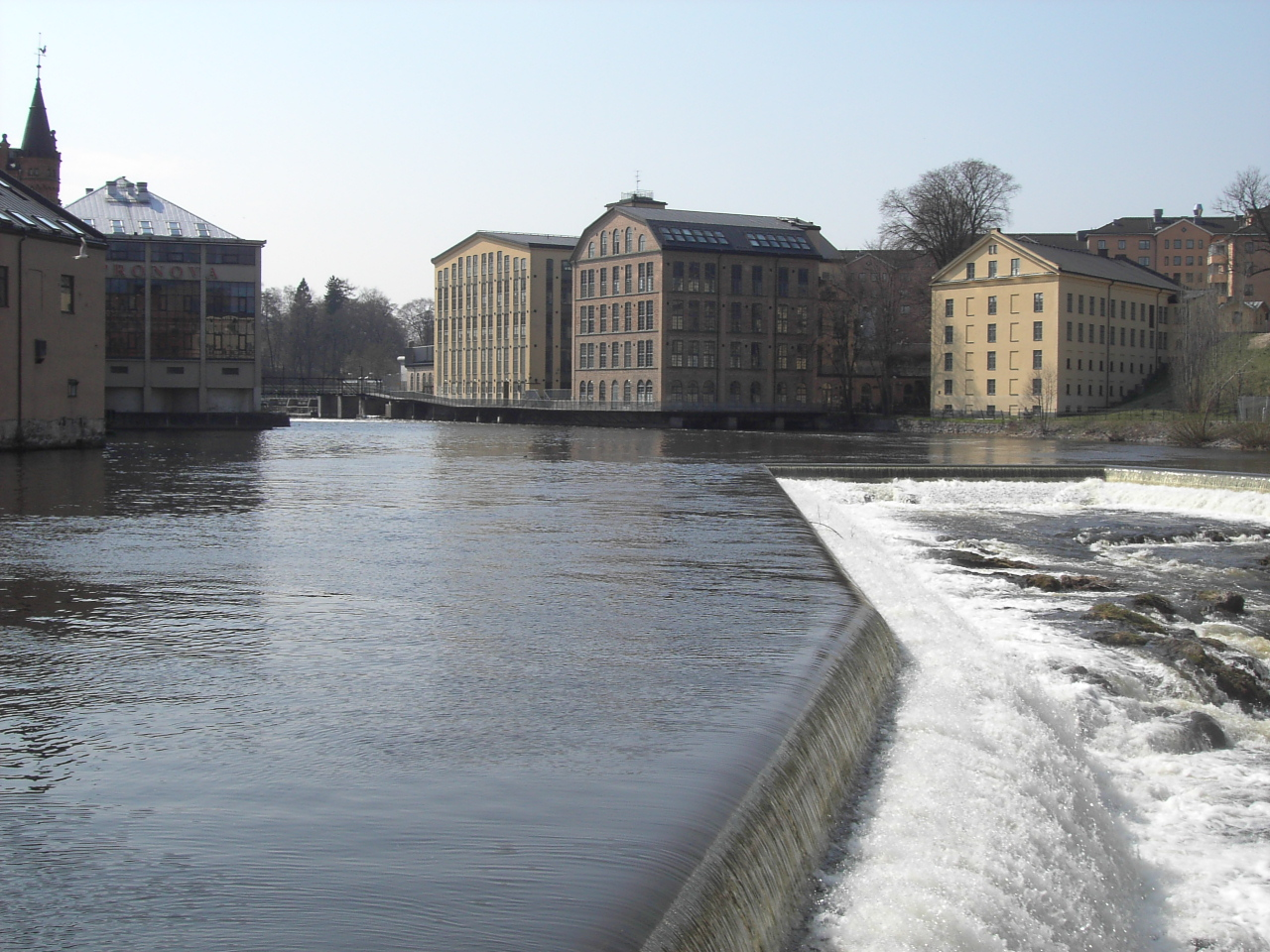
Forsarna vid Drags i Norrköping

Norrköpingsfallen är det samlande namnet på tre vattenfall med en sammanlagd fallhöjd på 18 meter längs en sträcka på 800 meter som ligger i Motala ström längs dess lopp genom Norrköping.
Kvarndrift förekom här redan innan staden Norrköping anlades, och vattenfallen är sedan länge helt utbyggda av dammanläggningar.
- Översta fallet är på 2,6 meter. Där ligger Gryt och Drag.
- Mellersta fallet är på 4,9 meter. Där ligger Bergs, Ström och Bergsbro
- Nedersta fallet är på 11,2 meter. Där ligger Kråkholmn, Laxholmen och Bergsbron-Havet.

Gryt brukades av Norrköpings Bomullsväfveri, Drag av Drags AB, Ström och Bergsbro av Bergsbro AB/Förenade Yllefabrikerna AB samt de övriga av Holmens bruks och fabriks AB.